# Onsen de Hasami
El Onsen de Hasami (波佐見温泉 Hasami Onsen) se encuentra en la ciudad de Hasami, distrito de Higashisonogi en Nagasaki, Japón. Se encuentra en una zona rural en dirección a Arita desde la ciudad de Hasami, conocida como la cuna de la alfarería. 

## Historia
Se cree que surgió hace 1200 años. Existe la leyenda de que  Kōbō-Daishi (弘法大師) pasó por allí y plantando su vara en el suelo hizo manar el agua.
En el año 1966 (año 41 de Showa), ejerce como centro de aguas termales de Hasami, pero debido a instalaciones anticuadas y poca asistencia, se cierra el año 2006 (año 18 de Heisei). 
En 2009 se perforó con éxito una nueva fuente.
En abril de 2010, se renuevan por completo las instalaciones y vuelve a abrir sus puertas. 

## Instalaciones
Provisto de tres baños interiores donde el agua sale del manantial directamente, manteniendo todas sus propiedades a 40 °C. 
Sus aguas con sales de bicarbonato de sodio, tienen reputación de ser muy buenas para la piel. También recibe el nombre de «Baño caliente del corazón» (心臓の湯 Shinzo no yu), por ser una agua con efectos altamente saludables utilizados en el campo de la medicina. 
Dispone de dos edificios para alojamiento y una sala con suelo Tatami para que los clientes que sólo vienen a disfrutar de las aguas termales puedan relajarse después del baño. También hay servicio de cáterin.

## Artículos relacionados
- Porcelana de Hasami

- Datos: Q11555434